# Соколова, Евгения Павловна
Евге́ния Па́вловна Соколо́ва (1850—1925) — русская артистка балета, педагог.

## Биография
Евгения Павловна Соколова родилась в 1850 году в Санкт-Петербурге. В 1869 году она закончила балетное отделение Петербургского театрального училища, после чего была зачислена в балетную труппу СПБ Большого (Каменного) театра. В дальнейшем заняла положение ведущей танцовщицы. С 1886 года вела педагогическую деятельность. В 1902 году была педагогом и репетитором Мариинского театра, однако была уволена в 1904-м. В 1918 году вернулась в театр, и стала работать педагогом и консультантом по возобновлению старых балетов. Давала частные уроки. Среди её учениц были Ольга Хохлова и Тамара Жевержеева. В 1925 году Евгения Павловна Соколова скончалась.

## Партии в театре
Медора («Корсар»), Эсмеральда; Аспиччия, Низия, Царь-Девица («Дочь фараона», «Царь Кандавл», «Конёк-Горунок» Пуни), Китри, Фетида, Роксана («Дон Кихот» «Приключения Пелея», «Роксана, краса Черногории» Мин-куса), Титания («Сон в летнюю ночь» на муз. Мендельсона), Пакеретта Ф. Бенуа (1882) и др.